# Pachydema getula
Pachydema getula är en skalbaggsart som beskrevs av Baraud 1979. Pachydema getula ingår i släktet Pachydema och familjen Melolonthidae. Inga underarter finns listade i Catalogue of Life.